# Bittiolum alternatum
Bittiolum alternatum is een slakkensoort uit de familie van de Cerithiidae. De wetenschappelijke naam van de soort is voor het eerst geldig gepubliceerd in 1822 door Say als Diastoma virginica.